# Ebstorf
Ebstorf er en kommune i Samtgemeinde Bevensen-Ebstorf i den nordlige del af Landkreis Uelzen i den nordøstlige del af tyske delstat Niedersachsen, og en del af Metropolregion Hamburg. Kommunen har et areal på godt 27 km², og en befolkning på knap 5.300 mennesker.

## Geografi
I kommunen ligger ud over Ebstorf den indtil 1972 selvstændige kommune Altenebstorf og bebyggelsen Tatendorf. I den nordvestlige udkant af byen ligger Kloster Ebstorf (de), der blev oprettet i 1160 som Kloster St. Mauritius. 